# Étoile de Bessèges 2013
La 43e édition de l'Étoile de Bessèges a eu lieu du 30 janvier au 3 février 2013. La course fait partie du calendrier UCI Europe Tour 2013 en catégorie 2.1.
La course a été remportée par le Français Jonathan Hivert (Sojasun), devant ses compatriotes Jérôme Cousin (Europcar), vainqueur de la 3e étape et Anthony Roux (FDJ) vainqueur du contre-la-montre final.
Cousin finit par la même occasion meilleur jeune, alors que son coéquipier Bryan Coquard, lauréat de deux étapes, remporte le classement par points. Le maillot de meilleur grimpeur revient à l'Autrichien Georg Preidler (Argos-Shimano) alors que la formation française FDJ s'adjuge le classement par équipes avec notamment quatre coureurs dans le top 10 du général.

## Présentation

### Parcours
Le Parcours de cette édition est presque semblable à celui de l'année précédente. 6 étapes en 5 jours de courses (le dimanche est composé d'une-demi étape le matin et d'un contre-la-montre l'après-midi. Les (3e et 6e) étapes sont accidentées.

### Équipes
Classée en catégorie 2.1 de l'UCI Europe Tour, l'Étoile de Bessèges est par conséquent ouverte aux UCI ProTeams dans la limite de 50 % des équipes participantes, aux équipes continentales professionnelles, aux équipes continentales et, éventuellement, à des équipes nationales.
19 équipes participent à cette Étoile de Bessèges - 6 ProTeams, 10 équipes continentales professionnelles et 3 équipes continentales :
| Nom de l'équipe   | Pays     | Code |
| ----------------- | -------- | ---- |
| AG2R La Mondiale  | France   | ALM  |
| Argos-Shimano     | Pays-Bas | ARG  |
| Euskaltel Euskadi | Espagne  | EUS  |
| FDJ               | France   | FDJ  |
| Lotto-Belisol     | Belgique | LTB  |
| Vacansoleil-DCM   | Pays-Bas | VCD  |

| Nom de l'équipe         | Pays     | Code |
| ----------------------- | -------- | ---- |
| An Post-ChainReaction   | Belgique | SKT  |
| La Pomme Marseille      | France   | LPM  |
| Roubaix Lille Métropole | France   | RLM  |

| Nom de l'équipe              | Pays       | Code |
| ---------------------------- | ---------- | ---- |
| Accent Jobs-Wanty            | Belgique   | AJW  |
| BigMat-Auber 93              | France     | BIG  |
| Bretagne-Séché Environnement | France     | BSE  |
| Cofidis                      | France     | COF  |
| Crelan-Euphony               | Belgique   | CRE  |
| Europcar                     | France     | EUC  |
| RusVelo                      | Russie     | RVL  |
| Sojasun                      | France     | SOJ  |
| Topsport Vlaanderen-Baloise  | Belgique   | TSV  |
| UnitedHealthcare             | États-Unis | UHC  |

## Étapes
| Étape     | Date        | Villes étapes              |  | Distance (km) | Vainqueur d’étape   | Leader du classement général |
| --------- | ----------- | -------------------------- |  | ------------- | ------------------- | ---------------------------- |
| 1re étape | 30 janvier  | Bellegarde – Beaucaire     |  | 148,9         | Michael Van Staeyen | Michael Van Staeyen          |
| 2e étape  | 31 janvier  | Nîmes – Les Fumades        |  | 157,3         | Bryan Coquard       | Michael Van Staeyen          |
| 3e étape  | 1er février | Bessèges – Bessèges        |  | 152,6         | Jérôme Cousin       | Jérôme Cousin                |
| 4e étape  | 2 février   | Sabran – Pont-Saint-Esprit |  | 158           | Bryan Coquard       | Jérôme Cousin                |
| 5e étape  | 3 février   | Alès – Alès                |  | 65,5          | Samuel Dumoulin     | Jérôme Cousin                |
| 6e étape  | 3 février   | Alès – Alès                |  | 9,7           | Anthony Roux        | Jonathan Hivert              |

## Déroulement de la course

### 1reétape
|    | Coureur             | Équipe                      |    | Temps           |
| -- | ------------------- | --------------------------- | -- | --------------- |
| 1  | Michael Van Staeyen | Topsport Vlaanderen-Baloise | en | 3 h 24 min 23 s |
| 2  | Fréderique Robert   | Lotto-Belisol               | +  | m.t             |
| 3  | Justin Jules        | La Pomme Marseille          |    | m.t             |
| 4  | Kris Boeckmans      | Vacansoleil-DCM             |    | m.t             |
| 5  | Benjamin Giraud     | La Pomme Marseille          |    | m.t             |
| 6  | Bryan Coquard       | Europcar                    |    | m.t             |
| 7  | Yannick Martinez    | La Pomme Marseille          |    | m.t             |
| 8  | Bert De Backer      | Argos-Shimano               |    | m.t             |
| 9  | Stefan van Dijk     | Accent Jobs-Wanty           |    | m.t             |
| 10 | Romain Feillu       | Vacansoleil-DCM             |    | m.t             |

|    | Coureur             | Équipe                      |    | Temps           |
| -- | ------------------- | --------------------------- | -- | --------------- |
| 1  | Michael Van Staeyen | Topsport Vlaanderen-Baloise | en | 3 h 24 min 13 s |
| 2  | Fréderique Robert   | Lotto-Belisol               | +  | 4 s             |
| 3  | Justin Jules        | La Pomme Marseille          |    | 6 s             |
| 4  | Kris Boeckmans      | Vacansoleil-DCM             |    | 10 s            |
| 5  | Benjamin Giraud     | La Pomme Marseille          |    | 10 s            |
| 6  | Bryan Coquard       | Europcar                    |    | 10 s            |
| 7  | Yannick Martinez    | La Pomme Marseille          |    | 10 s            |
| 8  | Bert De Backer      | Argos-Shimano               |    | 10 s            |
| 9  | Stefan van Dijk     | Accent Jobs-Wanty           |    | 10 s            |
| 10 | Romain Feillu       | Vacansoleil-DCM             |    | 10 s            |

### 2eétape
|    | Coureur             | Équipe                      |    | Temps           |
| -- | ------------------- | --------------------------- | -- | --------------- |
| 1  | Bryan Coquard       | Europcar                    | en | 3 h 45 min 18 s |
| 2  | Michael Van Staeyen | Topsport Vlaanderen-Baloise | +  | m.t             |
| 3  | Baptiste Planckaert | Crelan-Euphony              |    | m.t             |
| 4  | Stefan van Dijk     | Accent Jobs-Wanty           |    | m.t             |
| 5  | Cyrille Patoux      | Roubaix Lille Métropole     |    | m.t             |
| 6  | Jonas Van Genechten | Lotto-Belisol               |    | m.t             |
| 7  | Benjamin Giraud     | La Pomme Marseille          |    | m.t             |
| 8  | Nicolas Vereecken   | An Post-ChainReaction       |    | m.t             |
| 9  | Samuel Dumoulin     | AG2R La Mondiale            |    | m.t             |
| 10 | Fréderique Robert   | Lotto Belisol               |    | m.t             |

|    | Coureur             | Équipe                      |    | Temps           |
| -- | ------------------- | --------------------------- | -- | --------------- |
| 1  | Michael Van Staeyen | Topsport Vlaanderen-Baloise | en | 7 h 09 min 25 s |
| 2  | Bryan Coquard       | Europcar                    | +  | 6 s             |
| 3  | Fréderique Robert   | Lotto-Belisol               |    | 10 s            |
| 4  | Justin Jules        | La Pomme Marseille          |    | 12 s            |
| 5  | Alphonse Vermote    | An Post-ChainReaction       |    | 13 s            |
| 6  | Thomas Vaubourzeix  | La Pomme Marseille          |    | 14 s            |
| 7  | Benjamin Giraud     | La Pomme Marseille          |    | 16 s            |
| 8  | Stefan van Dijk     | Accent Jobs-Wanty           |    | 16 s            |
| 9  | Cyrille Patoux      | Roubaix Lille Métropole     |    | 16 s            |
| 10 | Jonas Van Genechten | Lotto-Belisol               |    | 16 s            |

### 3eétape
|    | Coureur           | Équipe             |    | Temps           |
| -- | ----------------- | ------------------ | -- | --------------- |
| 1  | Jérôme Cousin     | Europcar           | en | 3 h 40 min 02 s |
| 2  | Anthony Roux      | FDJ                | +  | 0 s             |
| 3  | Arthur Vichot     | FDJ                |    | 0 s             |
| 4  | Romain Bardet     | AG2R La Mondiale   |    | 0 s             |
| 5  | Björn Leukemans   | Vacansoleil-DCM    |    | 0 s             |
| 6  | Jonathan Hivert   | Sojasun            |    | 0 s             |
| 7  | Pierrick Fédrigo  | FDJ                |    | 0 s             |
| 8  | Cyril Gautier     | Europcar           |    | 0 s             |
| 9  | Julien Antomarchi | La Pomme Marseille |    | 0 s             |
| 10 | Bert-Jan Lindeman | Vacansoleil-DCM    |    | 6 s             |

|    | Coureur             | Équipe                      |    | Temps            |
| -- | ------------------- | --------------------------- | -- | ---------------- |
| 1  | Jérôme Cousin       | Europcar                    | en | 10 h 49 min 31 s |
| 2  | Jonathan Hivert     | Sojasun                     | +  | 3 s              |
| 3  | Romain Bardet       | AG2R La Mondiale            |    | 12 s             |
| 4  | Cyril Gautier       | Europcar                    |    | 12 s             |
| 5  | Björn Leukemans     | Vacansoleil-DCM             |    | 12 s             |
| 6  | Bert-Jan Lindeman   | Vacansoleil-DCM             |    | 17 s             |
| 7  | Julien Antomarchi   | La Pomme Marseille          |    | 24 s             |
| 8  | Pierrick Fédrigo    | FDJ                         |    | 27 s             |
| 9  | Michael Van Staeyen | Topsport Vlaanderen-Baloise |    | 32 s             |
| 10 | Bryan Coquard       | Europcar                    |    | 38 s             |

### 4eétape
|    | Coureur             | Équipe                      |    | Temps           |
| -- | ------------------- | --------------------------- | -- | --------------- |
| 1  | Bryan Coquard       | Europcar                    | en | 3 h 53 min 36 s |
| 2  | Fréderique Robert   | Lotto-Belisol               | +  | m.t             |
| 3  | Samuel Dumoulin     | AG2R La Mondiale            |    | m.t             |
| 4  | Mathieu Drujon      | BigMat-Auber 93             |    | m.t             |
| 5  | Bert De Backer      | Argos-Shimano               |    | m.t             |
| 6  | Michael Van Staeyen | Topsport Vlaanderen-Baloise |    | m.t             |
| 7  | Romain Feillu       | Vacansoleil-DCM             |    | m.t             |
| 8  | Benjamin Giraud     | La Pomme Marseille          |    | m.t             |
| 9  | Justin Jules        | La Pomme Marseille          |    | m.t             |
| 10 | Anthony Roux        | FDJ                         |    | m.t             |

|    | Coureur             | Équipe                      |    | Temps            |
| -- | ------------------- | --------------------------- | -- | ---------------- |
| 1  | Jérôme Cousin       | Europcar                    | en | 14 h 43 min 07 s |
| 2  | Jonathan Hivert     | Sojasun                     | +  | 3 s              |
| 3  | Björn Leukemans     | Vacansoleil-DCM             |    | 11 s             |
| 4  | Romain Bardet       | AG2R La Mondiale            |    | 12 s             |
| 5  | Cyril Gautier       | Europcar                    |    | 12 s             |
| 6  | Bert-Jan Lindeman   | Vacansoleil-DCM             |    | 17 s             |
| 7  | Julien Antomarchi   | La Pomme Marseille          |    | 24 s             |
| 8  | Pierrick Fédrigo    | FDJ                         |    | 27 s             |
| 9  | Bryan Coquard       | Europcar                    |    | 28 s             |
| 10 | Michael Van Staeyen | Topsport Vlaanderen-Baloise |    | 32 s             |

### 5eétape
|    | Coureur         | Équipe                      |    | Temps           |
| -- | --------------- | --------------------------- | -- | --------------- |
| 1  | Samuel Dumoulin | AG2R La Mondiale            | en | 1 h 31 min 03 s |
| 2  | Bryan Coquard   | Europcar                    | +  | m.t             |
| 3  | Mathieu Drujon  | BigMat-Auber 93             |    | m.t             |
| 4  | Cyrille Patoux  | Roubaix Lille Métropole     |    | m.t             |
| 5  | Jure Kocjan     | Euskaltel Euskadi           |    | m.t             |
| 6  | Maxime Bouet    | AG2R La Mondiale            |    | m.t             |
| 7  | Anthony Roux    | FDJ                         |    | m.t             |
| 8  | Gijs Van Hoecke | Topsport Vlaanderen-Baloise |    | m.t             |
| 9  | Tim Declercq    | Topsport Vlaanderen-Baloise |    | m.t             |
| 10 | Lieuwe Westra   | Vacansoleil-DCM             |    | m.t             |

|    | Coureur             | Équipe                      |    | Temps            |
| -- | ------------------- | --------------------------- | -- | ---------------- |
| 1  | Jérôme Cousin       | Europcar                    | en | 16 h 14 min 10 s |
| 2  | Jonathan Hivert     | Sojasun                     | +  | 3 s              |
| 3  | Björn Leukemans     | Vacansoleil-DCM             |    | 11 s             |
| 4  | Romain Bardet       | AG2R La Mondiale            |    | 12 s             |
| 5  | Cyril Gautier       | Europcar                    |    | 12 s             |
| 6  | Bert-Jan Lindeman   | Vacansoleil-DCM             |    | 17 s             |
| 7  | Bryan Coquard       | Europcar                    |    | 24 s             |
| 8  | Julien Antomarchi   | La Pomme Marseille          |    | 24 s             |
| 9  | Pierrick Fédrigo    | FDJ                         |    | 27 s             |
| 10 | Michael Van Staeyen | Topsport Vlaanderen-Baloise |    | 32 s             |

### 6eétape
|    | Coureur            | Équipe           |    | Temps       |
| -- | ------------------ | ---------------- | -- | ----------- |
| 1  | Anthony Roux       | FDJ              | en | 14 min 45 s |
| 2  | Jérémy Roy         | FDJ              | +  | 3 s         |
| 3  | Lieuwe Westra      | Vacansoleil-DCM  |    | 23 s        |
| 4  | Arthur Vichot      | FDJ              |    | 28 s        |
| 5  | Pierrick Fédrigo   | FDJ              |    | 30 s        |
| 6  | Tobias Ludvigsson  | Argos-Shimano    |    | 33 s        |
| 7  | Frederik Veuchelen | Vacansoleil-DCM  |    | 35 s        |
| 8  | Domenico Pozzovivo | AG2R La Mondiale |    | 35 s        |
| 9  | Jonathan Hivert    | Sojasun          |    | 37 s        |
| 10 | Cyril Gautier      | Europcar         |    | 39 s        |

|    | Coureur           | Équipe             |    | Temps            |
| -- | ----------------- | ------------------ | -- | ---------------- |
| 1  | Jonathan Hivert   | Sojasun            | en | 16 h 29 min 35 s |
| 2  | Jérôme Cousin     | Europcar           | +  | 4 s              |
| 3  | Anthony Roux      | FDJ                |    | 5 s              |
| 4  | Jérémy Roy        | FDJ                |    | 11 s             |
| 5  | Cyril Gautier     | Europcar           |    | 11 s             |
| 6  | Pierrick Fédrigo  | FDJ                |    | 17 s             |
| 7  | Romain Bardet     | AG2R La Mondiale   |    | 20 s             |
| 8  | Lieuwe Westra     | Vacansoleil-DCM    |    | 31 s             |
| 9  | Arthur Vichot     | FDJ                |    | 35 s             |
| 10 | Julien Antomarchi | La Pomme Marseille |    | 36 s             |

## Classements finals

### Classement général
|    | Cycliste          | Pays     | Équipe             |    | Temps            |
| -- | ----------------- | -------- | ------------------ | -- | ---------------- |
| 1  | Jonathan Hivert   | France   | Sojasun            | en | 16 h 29 min 35 s |
| 2  | Jérôme Cousin     | France   | Europcar           | +  | 4 s              |
| 3  | Anthony Roux      | France   | FDJ                |    | 5 s              |
| 4  | Jérémy Roy        | France   | FDJ                |    | 11 s             |
| 5  | Cyril Gautier     | France   | Europcar           |    | 11 s             |
| 6  | Pierrick Fédrigo  | France   | FDJ                |    | 17 s             |
| 7  | Romain Bardet     | France   | AG2R La Mondiale   |    | 20 s             |
| 8  | Lieuwe Westra     | Pays-Bas | Vacansoleil-DCM    |    | 31 s             |
| 9  | Arthur Vichot     | France   | FDJ                |    | 35 s             |
| 10 | Julien Antomarchi | France   | La Pomme Marseille |    | 36 s             |

### Classements annexes
|   | Cycliste            | Équipe                      | Points |
| - | ------------------- | --------------------------- | ------ |
| 1 | Bryan Coquard       | Europcar                    | 80     |
| 2 | Michael Van Staeyen | Topsport Vlaanderen-Baloise | 59     |
| 3 | Samuel Dumoulin     | AG2R La Mondiale            | 48     |

|   | Cycliste       | Équipe           | Points |
| - | -------------- | ---------------- | ------ |
| 1 | Georg Preidler | Argos-Shimano    | 31     |
| 2 | Hubert Dupont  | AG2R La Mondiale | 29     |
| 3 | Cyril Gautier  | Europcar         | 12     |

|   | Cycliste          | Équipe           |    | Temps            |
| - | ----------------- | ---------------- | -- | ---------------- |
| 1 | Jérôme Cousin     | Europcar         | en | 16 h 29 min 39 s |
| 2 | Romain Bardet     | AG2R La Mondiale | +  | 16 s             |
| 3 | Tobias Ludvigsson | Argos-Shimano    |    | 37 s             |

|   | Équipe          | Pays     |    | Temps            |
| - | --------------- | -------- | -- | ---------------- |
| 1 | FDJ             | France   | en | 49 h 28 min 08 s |
| 2 | Vacansoleil-DCM | Pays-Bas | +  | 1 min 50 s       |
| 3 | Europcar        | France   |    | 1 min 58 s       |

## Évolution des classements
| Étape              | Vainqueur           | Classement général  | Classement par points | Classement de la montagne | Classement du meilleur jeune | Classement par équipes |
| ------------------ | ------------------- | ------------------- | --------------------- | ------------------------- | ---------------------------- | ---------------------- |
| 1                  | Michael Van Staeyen | Michael Van Staeyen | Michael Van Staeyen   | Pierre Rolland            | Fréderique Robert            | La Pomme Marseille     |
| 2                  | Bryan Coquard       | Michael Van Staeyen | Michael Van Staeyen   | Thomas Vaubourzeix        | Bryan Coquard                | La Pomme Marseille     |
| 3                  | Jérôme Cousin       | Jérôme Cousin       | Michael Van Staeyen   | Hubert Dupont             | Jérôme Cousin                | FDJ                    |
| 4                  | Bryan Coquard       | Jérôme Cousin       | Bryan Coquard         | Georg Preidler            | Jérôme Cousin                | FDJ                    |
| 5                  | Samuel Dumoulin     | Jérôme Cousin       | Bryan Coquard         | Georg Preidler            | Jérôme Cousin                | FDJ                    |
| 6                  | Anthony Roux        | Jonathan Hivert     | Bryan Coquard         | Georg Preidler            | Jérôme Cousin                | FDJ                    |
| Classements finals | Classements finals  | Jonathan Hivert     | Bryan Coquard         | Georg Preidler            | Jérôme Cousin                | FDJ                    |

## Liste des participants
- Liste de départ complète

| Légende | Légende                                                                                                  | Légende | Légende                                                                                         |
| ------- | --- | ------- | ----------------------------------------------------------------------------------------------- |
| Num     | Dossard de départ porté par le coureur sur cette Étoile de Bessèges                                      | Pos     | Position finale au classement général                                                           |
|         | Indique le vainqueur du classement général                                                               |         | Indique le vainqueur du classement de la montagne                                               |
|         | Indique le vainqueur du classement par points                                                            |         | Indique le vainqueur du classement du meilleur jeune                                            |
| #       | Indique la meilleure équipe                                                                              |         |                                                                                                 |
| NP      | Indique un coureur qui n'a pas pris le départ d'une étape, suivi du numéro de l'étape où il s'est retiré | AB      | Indique un coureur qui n'a pas terminé une étape, suivi du numéro de l'étape où il s'est retiré |
| HD      | Indique un coureur qui a terminé une étape hors des délais, suivi du numéro de l'étape                   | *       | Indique un coureur en lice pour le maillot blanc (coureurs nés après le 1er janvier 1988)       |

| Cofidis COF | Cofidis COF              | Cofidis COF |
| ----------- | ------------------------ | ----------- |
| Num         | Coureur                  | Pos         |
| 1           | Jérôme Coppel (FRA)      | HD-5        |
| 2           | Stéphane Poulhiès (FRA)  | HD-6        |
| 3           | Florent Barle (FRA)      | 93e         |
| 4           | Cyril Bessy (FRA)        | NP-6        |
| 5           | Julien Fouchard (FRA)    | 48e         |
| 6           | Guillaume Levarlet (FRA) | 43e         |
| 7           | Tristan Valentin (FRA)   | 22e         |
| 8           | Gert Jõeäär (EST)        | AB-3        |

| Vacansoleil-DCM VCD | Vacansoleil-DCM VCD                                             | Vacansoleil-DCM VCD |
| ------------------- | --------------------------------------------------------------- | ------------------- |
| Num                 | Coureur                                                         | Pos                 |
| 11                  | Romain Feillu (FRA)                                             | 97e                 |
| 12                  | Kris Boeckmans (BEL)                                            | 79e                 |
| 13                  | Grega Bole (SLO)                                                | 45e                 |
| 14                  | Björn Leukemans (BEL)                                           | 35e                 |
| 15                  | Bert-Jan Lindeman (NED)*                                        | 21e                 |
| 16                  | Nikita Novikov (RUS)*                                           | 25e                 |
| 17                  | Frederik Veuchelen (BEL)                                        | 13e                 |
| 18                  | Lieuwe Westra (NED) → Champion des Pays-Bas du contre-la-montre | 8e                  |

| FDJ # FDJ | FDJ # FDJ               | FDJ # FDJ |
| --------- | ----------------------- | --------- |
| Num       | Coureur                 | Pos       |
| 21        | Pierrick Fédrigo (FRA)  | 6e        |
| 22        | Anthony Geslin (FRA)    | 64e       |
| 23        | Anthony Roux (FRA)      | 3e        |
| 24        | Laurent Pichon (FRA)    | 19e       |
| 25        | Cédric Pineau (FRA)     | 37e       |
| 26        | Jérémy Roy (FRA)        | 4e        |
| 27        | Benoît Vaugrenard (FRA) | 63e       |
| 28        | Arthur Vichot (FRA)     | 9e        |

| Lotto-Belisol LTB | Lotto-Belisol LTB         | Lotto-Belisol LTB |
| ----------------- | ------------------------- | ----------------- |
| Num               | Coureur                   | Pos               |
| 31                | Jonas Van Genechten (BEL) | 82e               |
| 32                | Dirk Bellemakers (BEL)    | 56e               |
| 33                | Brian Bulgaç (NED)        | 57e               |
| 34                | Francis De Greef (BEL)    | 53e               |
| 35                | Maarten Neyens (BEL)      | 74e               |
| 36                | Fréderique Robert (BEL)*  | HD-6              |
| 37                | Tosh Van der Sande (BEL)* | 46e               |
| 38                | Jurgen Van de Walle (BEL) | 92e               |

| Europcar EUC | Europcar EUC             | Europcar EUC |
| ------------ | ------------------------ | ------------ |
| Num          | Coureur                  | Pos          |
| 41           | Thomas Voeckler (FRA)    | HD-6         |
| 42           | Pierre Rolland (FRA)     | 83e          |
| 43           | Bryan Coquard (FRA)*     | 12e          |
| 44           | Franck Bouyer (FRA)      | 88e          |
| 45           | Sébastien Chavanel (FRA) | HD-6         |
| 46           | Jérôme Cousin (FRA)*     | 2e           |
| 47           | Damien Gaudin (FRA)      | 89e          |
| 48           | Cyril Gautier (FRA)      | 5e           |

| Euskaltel Euskadi EUS | Euskaltel Euskadi EUS       | Euskaltel Euskadi EUS |
| --------------------- | --------------------------- | --------------------- |
| Num                   | Coureur                     | Pos                   |
| 51                    | Romain Sicard (FRA)         | 34e                   |
| 52                    | Jure Kocjan (SLO)           | 69e                   |
| 54                    | Pablo Urtasun (ESP)         | 44e                   |
| 55                    | Adrián Sáez (ESP)           | AB-4                  |
| 56                    | Ricardo Mestre (ESP)        | 66e                   |
| 57                    | Rubén Pérez (ESP)           | 94e                   |
| 58                    | Ricardo García Ambroa (ESP) | 98e                   |

| AG2R La Mondiale ALM | AG2R La Mondiale ALM     | AG2R La Mondiale ALM |
| -------------------- | ------------------------ | -------------------- |
| Num                  | Coureur                  | Pos                  |
| 61                   | Samuel Dumoulin (FRA)    | 86e                  |
| 62                   | Romain Bardet (FRA)*     | 7e                   |
| 63                   | Maxime Bouet (FRA)       | 18e                  |
| 64                   | Axel Domont (FRA)*       | 90e                  |
| 65                   | Hubert Dupont (FRA)      | 54e                  |
| 66                   | Sylvain Georges (FRA)    | AB-3                 |
| 67                   | Domenico Pozzovivo (ITA) | 26e                  |
| 68                   | Anthony Ravard (FRA)     | AB-4                 |

| Argos-Shimano ARG | Argos-Shimano ARG        | Argos-Shimano ARG |
| ----------------- | ------------------------ | ----------------- |
| Num               | Coureur                  | Pos               |
| 71                | Warren Barguil (FRA)*    | 29e               |
| 72                | Thomas Damuseau (FRA)*   | 61e               |
| 73                | Georg Preidler (AUT)*    | 16e               |
| 74                | Tobias Ludvigsson (SWE)* | 11e               |
| 75                | François Parisien (CAN)  | 15e               |
| 76                | Thomas Peterson (USA)    | 36e               |
| 77                | Bert De Backer (BEL)     | 55e               |
| 78                | Matthieu Sprick (FRA)    | 68e               |

| Sojasun SOJ | Sojasun SOJ               | Sojasun SOJ |
| ----------- | ------------------------- | ----------- |
| Num         | Coureur                   | Pos         |
| 81          | Anthony Delaplace (FRA)*  | 38e         |
| 82          | Jimmy Engoulvent (FRA)    | 91e         |
| 83          | Jérémie Galland (FRA)     | 72e         |
| 84          | Jonathan Hivert (FRA)     | 1er         |
| 85          | Cyril Lemoine (FRA)       | 27e         |
| 86          | Rony Martias (FRA)        | NP-6        |
| 87          | Evaldas Šiškevičius (LTU) | 42e         |
| 88          | Yannick Talabardon (FRA)  | 60e         |

| Crelan-Euphony CRE | Crelan-Euphony CRE        | Crelan-Euphony CRE |
| ------------------ | ------------------------- | ------------------ |
| Num                | Coureur                   | Pos                |
| 91                 | Frédéric Amorison (BEL)   | HD-6               |
| 92                 | Koen Barbé (BEL)          | HD-5               |
| 93                 | Sébastien Delfosse (BEL)  | 14e                |
| 94                 | Kurt Hovelijnck (BEL)     | 28e                |
| 95                 | Egidijus Juodvalkis (LTU) | AB-5               |
| 96                 | Baptiste Planckaert (BEL) | 76e                |
| 97                 | Kevin Peeters (BEL)       | NP-6               |
| 98                 | Maxime Vantomme (BEL)     | 20e                |

| Bretagne-Séché Environnement BSE | Bretagne-Séché Environnement BSE | Bretagne-Séché Environnement BSE |
| -------------------------------- | -------------------------------- | -------------------------------- |
| Num                              | Coureur                          | Pos                              |
| 101                              | Florian Vachon (FRA)             | 81e                              |
| 102                              | Renaud Dion (FRA)                | 77e                              |
| 103                              | Armindo Fonseca (FRA)*           | 73e                              |
| 104                              | Arnaud Gérard (FRA)              | 59e                              |
| 105                              | Jean-Marc Bideau (FRA)           | 71e                              |
| 106                              | Erwann Corbel (FRA)*             | AB-3                             |
| 107                              | Benjamin Le Montagner (FRA)      | AB-5                             |
| 108                              | Jean-Luc Delpech (FRA)           | 85e                              |

| Accent Jobs-Wanty AJW | Accent Jobs-Wanty AJW     | Accent Jobs-Wanty AJW |
| --------------------- | ------------------------- | --------------------- |
| Num                   | Coureur                   | Pos                   |
| 111                   | Stefan van Dijk (NED)     | NP-6                  |
| 112                   | Benjamin Verraes (BEL)    | HD-5                  |
| 113                   | Staf Scheirlinckx (BEL)   | HD-5                  |
| 114                   | Roy Jans (BEL)*           | HD-6                  |
| 115                   | Jempy Drucker (LUX)       | AB-3                  |
| 116                   | Tim De Troyer (BEL)*      | AB-4                  |
| 117                   | James Vanlandschoot (BEL) | AB-3                  |
| 118                   | Grégory Habeaux (BEL)     | AB-4                  |

| BigMat-Auber 93 BIG | BigMat-Auber 93 BIG        | BigMat-Auber 93 BIG |
| ------------------- | -------------------------- | ------------------- |
| Num                 | Coureur                    | Pos                 |
| 121                 | Fabien Bacquet (FRA)       | NP-6                |
| 122                 | Nicolas Bazin (FRA)        | AB-4                |
| 123                 | Flavien Dassonville (FRA)* | 75e                 |
| 124                 | Guillaume Faucon (FRA)     | 78e                 |
| 125                 | Mathieu Drujon (FRA)       | 47e                 |
| 126                 | Dimitri Le Boulch (FRA)*   | NP-5                |
| 127                 | Stéphane Rossetto (FRA)    | HD-5                |
| 128                 | Steven Tronet (FRA)        | 51e                 |

| Topsport Vlaanderen-Baloise TSV | Topsport Vlaanderen-Baloise TSV | Topsport Vlaanderen-Baloise TSV |
| ------------------------------- | ------------------------------- | ------------------------------- |
| Num                             | Coureur                         | Pos                             |
| 131                             | Laurens De Vreese (BEL)         | 58e                             |
| 132                             | Tom Van Asbroeck (BEL)*         | 30e                             |
| 133                             | Pieter Vanspeybrouck (BEL)      | 65e                             |
| 134                             | Tim Declercq (BEL)*             | 17e                             |
| 135                             | Arthur Vanoverberghe (BEL)*     | 67e                             |
| 136                             | Michael Van Staeyen (BEL)       | 49e                             |
| 137                             | Gijs Van Hoecke (BEL)*          | 24e                             |
| 138                             | Jelle Wallays (BEL)*            | 50e                             |

| Roubaix Lille Métropole RLM | Roubaix Lille Métropole RLM | Roubaix Lille Métropole RLM |
| --------------------------- | --------------------------- | --------------------------- |
| Num                         | Coureur                     | Pos                         |
| 141                         | Loïc Desriac (FRA)*         | NP-6                        |
| 142                         | Rudy Kowalski (FRA)*        | 70e                         |
| 143                         | Kévin Lalouette (FRA)       | HD-5                        |
| 144                         | Maxime Le Montagner (FRA)*  | NP-6                        |
| 145                         | Cyrille Patoux (FRA)        | 31e                         |
| 146                         | Franck Vermeulen (FRA)      | 52e                         |
| 147                         | Boris Zimine (FRA)*         | AB-3                        |

| UnitedHealthcare UHC | UnitedHealthcare UHC  | UnitedHealthcare UHC |
| -------------------- | --------------------- | -------------------- |
| Num                  | Coureur               | Pos                  |
| 151                  | Benjamin Day (AUS)    | NP-5                 |
| 152                  | Davide Frattini (ITA) | HD-5                 |
| 153                  | Adrian Hegyvary (USA) | NP-6                 |
| 154                  | Aldo Ino Ilešič (SLO) | 95e                  |
| 155                  | Kiel Reijnen (USA)    | 41e                  |
| 156                  | Luke Keough (USA)*    | 96e                  |
| 158                  | Martyn Irvine (IRL)   | NP-6                 |

| La Pomme Marseille LPM | La Pomme Marseille LPM      | La Pomme Marseille LPM |
| ---------------------- | --------------------------- | ---------------------- |
| Num                    | Coureur                     | Pos                    |
| 161                    | Julien Antomarchi (FRA)     | 10e                    |
| 162                    | Thomas Rostollan (FRA)      | NP-6                   |
| 163                    | Benjamin Giraud (FRA)       | 33e                    |
| 164                    | Thomas Vaubourzeix (FRA)*   | 32e                    |
| 165                    | Yannick Martinez (FRA)      | AB-3                   |
| 166                    | Jason Bakke (RSA)*          | AB-4                   |
| 167                    | Christopher Jennings (RSA)* | HD-5                   |
| 168                    | Justin Jules (FRA)          | AB-6                   |

| An Post-ChainReaction SKT | An Post-ChainReaction SKT | An Post-ChainReaction SKT |
| ------------------------- | ------------------------- | ------------------------- |
| Num                       | Coureur                   | Pos                       |
| 171                       | Niko Eeckhout (BEL)       | AB-4                      |
| 172                       | Steven Van Vooren (BEL)   | HD-6                      |
| 173                       | Sean Downey (IRL)*        | 40e                       |
| 174                       | Ronan McLaughlin (IRL)    | HD-5                      |
| 175                       | Nicolas Vereecken (BEL)*  | 23e                       |
| 176                       | Alphonse Vermote (BEL)*   | NP-6                      |
| 177                       | Niels Wytinck (BEL)*      | 62e                       |
| 178                       | Mark McNally (IRL)*       | 87e                       |

| RusVelo RVL | RusVelo RVL               | RusVelo RVL |
| ----------- | ------------------------- | ----------- |
| Num         | Coureur                   | Pos         |
| 181         | Pavel Kochetkov (RUS)     | AB-4        |
| 182         | Sergueï Klimov (RUS)      | HD-6        |
| 183         | Ilnur Zakarin (RUS)*      | 39e         |
| 184         | Alexander Mironov (RUS)   | 84e         |
| 185         | Artem Ovechkin (RUS)      | NP-6        |
| 186         | Sergey Pomoshnikov (RUS)* | 80e         |
| 187         | Alexander Serov (RUS)     | HD-5        |
| 188         | Andrey Solomennikov (RUS) | NP-6        |